# Abbaye de Bourg-Moyen
L'abbaye Notre-Dame de Blois ne doit pas être confondue avec l'abbaye Saint-Laumer de Blois, basée à quelques centaines de mètres.
L'abbaye Notre-Dame de Bourg-Moyen (également appelée abbaye Sainte-Marie de Bourg-Moyen, Notre-Dame de Blois ou Sainte-Marie de Blois) est un ancien couvent catholique fondé à Blois au VIIe siècle (ou au XIe), qui fut dissout en 1790.

## Histoire

### Origines et fondation
En 696, l'abbaye Notre-Dame de Bourg-Moyen est fondée à l'emplacement du monastère mérovingien de la Vierge Sainte-Marie,. L'édification de style roman est avérée par l’évêque de Chartres en 1105. Elle accueille alors des chanoines séculiers, remplacés en 1122 par des chanoines réguliers de l'ordre de Saint-Augustin. Elle devient alors aussi importante que l'abbaye de Saint-Lomer, au rôle balbutiant mais qui jouit d'une générosité de la part des rois et des comtes à rendre jaloux leurs homologues de Bourg-Moyen, plus modestes.
Pour d'autres historiens, Notre-Dame était d'abord une église, possiblement proche d'un nouveau monastère, avant de n'être élevée en abbaye que vers 1120.

### Évolution et prospérité
En 1273, le comte Jean Ier de Blois-Châtillon ordonne la construction d'un nouvel édifice en lieu et place de l'abbatiale Saint-Gervais, qu'il confie alors aux moines dominicains pour y fonder le couvent des Jacobins de Blois.
L'édifice est fortifié au XIVe siècle et une enceinte délimitant les jardins de l'abbaye est élevée en 1350. Cela ne suffit pas à la protéger puisque l'abbaye est partiellement détruite par les protestants lors de la seconde guerre de Religion.

### Après les guerres de Religions
Des travaux de reconstruction ont lieu jusqu'à la Révolution française, mais l'abbaye de Bourg-Moyen finit divisée en plusieurs lots destinés à la vente pendant le mandat du 1er maire élu de Blois, Henri Petit de Villanteuil. Seuls deux bâtiments de la cour sont alors épargnés grâce à leur affectation à l'assemblée du département. Les autres biens sont vendus à de riches Blésois. Guillon, entrepreneur de la ville, s'empare de l'église dont il fait une écurie et des magasins à fourrage. Il fait détruire l'édifice dans le but d'en récupérer les pierres en 1806.

### Bouleversements de la Révolution
Du fait de son ancienneté (dans la culture populaire,), l'abbaye a jusqu'à la Révolution entretenu une certaine rivalité avec les autres communautés chrétiennes de la ville. 
Ces rivalités communautaires cessent lorsque la Révolution entre dans la dite Terreur. Les biens du clergé sont majoritairement saisis : Saint-Sauveur et Saint-Martin sont démantelées puis détruites, Saint-Laumer est dissoute même si son abbatiale récupère les fonctions religieuses ainsi que le vocable de Saint-Nicolas, qui subit le même sort que les précédentes.
À Bourg-Moyen, l'abbaye est également dissoute et l'édifice est saisi en tant que bien national.

### Après la Révolution
En 1808, la municipalité de Blois obtient les bâtiments communaux et un collège y est installé. Aucune modification architecturale importante n'est apportée à l'édifice mais cependant un gymnase est construit. Au XIXe siècle, le collège de Blois est baptisé en l'honneur de l'historien local Augustin Thierry.
Partiellement inscrit au titre des monuments historiques en 1928, l'établissement est détruit en 1940 par les bombardements allemands et aucun bâtiment n'est édifié à son emplacement jusqu'en 1974.

### AuXXIesiècle
En 1945, la crypte est également inscrite monument historique. La ville se reconstruit et l'emplacement du collège accueille finalement le square Valin-de-la-Vaissière. De l'ancienne abbaye, il ne reste plus aujourd'hui que deux souvenirs : l'odonyme de la rue du Bourg-Moyen (dont le nom rappelle l'ancienne abbaye) et une plaque commémorative posée en 1964 par l'Association amicale des anciens élèves du collège et du lycée Augustin-Thierry (aujourd'hui lycée international Robert-Badinter),.

## Architecture
L'abbaye de Bourg-Moyen était divisée en deux cours. La haute cour regroupait une église, un cimetière ainsi que des jardins. La basse cour se composait quant à elle  de dépendances, telles une écurie, une buanderie et deux graineteries.
L'église de l'abbaye de Bourg-Moyen était constituée, lors de sa construction au Xe siècle, d'une crypte devenue souterraine, mais à l'origine semi-enterrée, de murs d'une épaisseur d'environ un mètre cinquante appuyés contre de grands contreforts. Elle prenait la forme d'une croix latine. L'entrée de la nef se faisait par un imposant clocher-porche, qui occupait toute la façade. Elle était couverte d'une voûte en berceau de près de dix mètres de haut qui se terminait en abside semi-circulaire. Elle abritait des bancs de pierre et des placards à reliques ainsi qu'une piscine. Trois chapelles absidiales formaient l'autre extrémité de l'édifice religieux. L'intérieur en était peu lumineux à cause des faibles ouvertures en formes de meurtrières mais, à la croisée du transept, une tour lanterne illuminait le chœur. Celui-ci comportait de deux colonnettes surmontées de chapeaux sculptés en chevaliers.
Lors de sa fortification pendant la seconde moitié du XIVe siècle, une muraille avec deux tours crénelées renforce l'aspect défensif de l'abbaye. Elle renferme les jardins et le cimetière des moines ainsi que des dépendances. Dans la cour se trouvent deux graineteries dont une appartenant à une abbaye tourangelle. La principale entrée est murée puis déplacée pour être appelée « portail des Trois vifs et des Trois morts ».
Après les dommages créés par les protestants, un logis abbatial est construit et une flèche de charpente vient remplacer la tour lanterne. Un bassin circulaire prend place au cente la cour haute. La muraille en bordure de Loire est abaissée et ouverte pour permettre un accès au fleuve dans la basse cour.
En 1714, la courtine est partiellement démolie contrairement à l'une des deux tours qui devient une porte d'eau. Quelques années plus tard, aux alentours du port Vieil,, un quai entre la muraille et le fleuve royal est aménagé ainsi qu'une terrasse boisée. Cela entraîne la démolition de la seconde tour. Après 1750, le quai est modifié avec l'ajout d'une rampe dans sa continuité permettant un accès direct au fleuve.

## Liste des dépendances de l'abbaye

### Églises paroissiales
- Église Saint-Lubin de Blois,
- Église Saint-Martin-aux-Choux de Blois,
- Église Saint-Solenne de Blois[10],
- Église Saint-Étienne de Huisseau-sur-Cosson[11],
- Église Notre-Dame de Selommes[12].

### Chapelles
- Abbatiale Saint-Gervais de Bourg-Moyen,
- Chapelle Saint-Calais du château de Blois,
- Chapelle Sainte-Constance de Blois.

## Liste des abbés
- Balthazar Phélypeaux d'Herbault, mort en 1688[13],
- Jacques-Antoine Phélypeaux (1688–1692), qui renonça a sa charge lors de la création du diocèse de Blois[13].

## Moines et visiteurs célèbres
- Jean de la Grille, formé à Bourg-Moyen en tant que chanoine avant de devenir le premier abbé de l'abbaye Sainte-Croix de Guingamp fondée en 1134, puis évêque d'Aleth puis de Saint-Malo[14].